# Siemowit

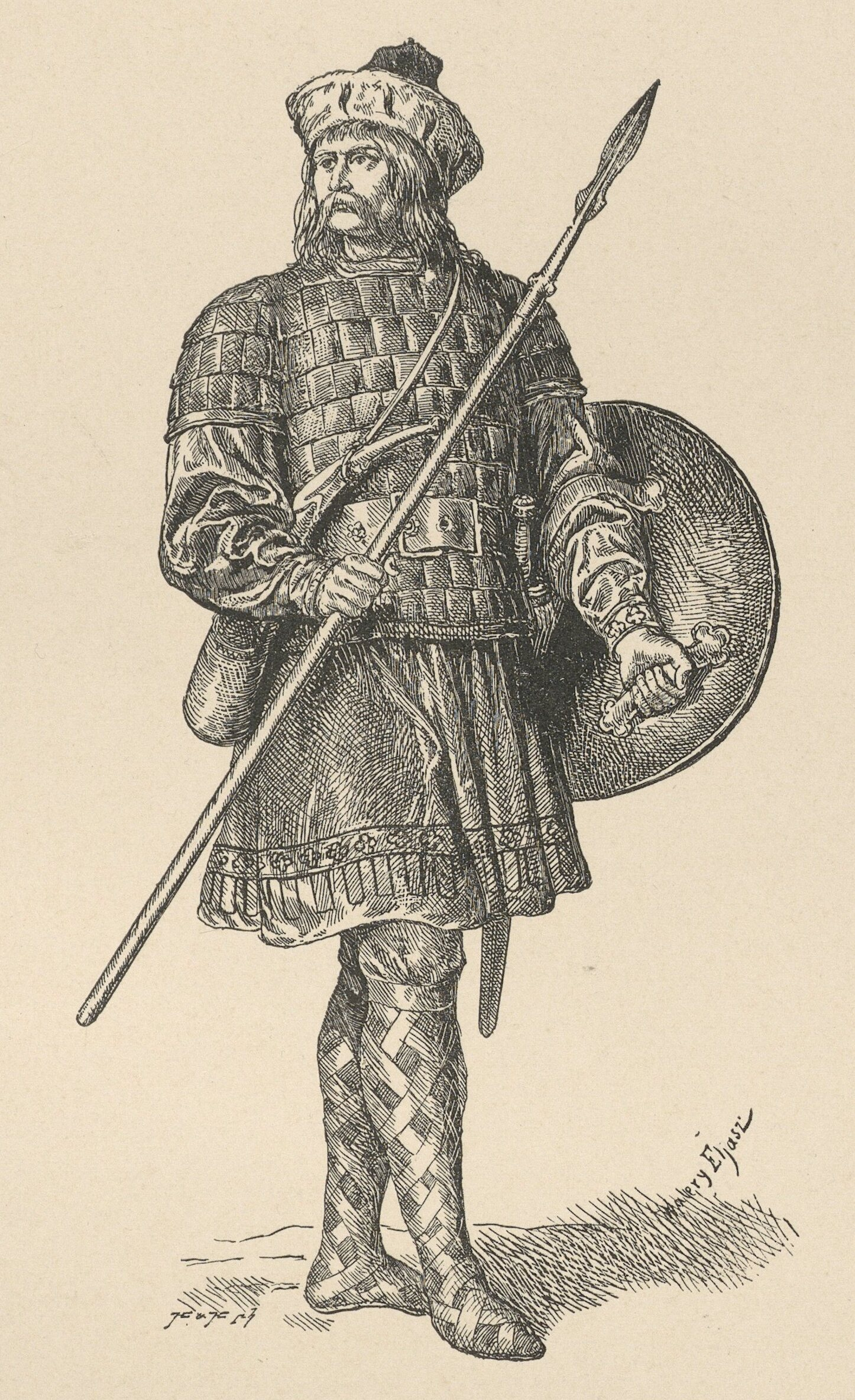

Siemowit (ook Ziemowit) was, volgens de kronieken van Gallus Anonymus, de zoon van Piast de Wagenmaker en Rzepicha. Hij werd beschouwd als een van de vier legendarische prinsen der Piasten, maar wordt nu beschouwd als een heerser die bestond als een historisch persoon.
Hij werd de hertog der Polanen in de 9e eeuw na zijn vader, zoon van Chościsko, die weigerde de plaats in te nemen van de legendarische hertog Popiel. Siemowit werd verkozen tot nieuwe hertog door de vetsje. Volgens een populaire legende, werd Popiel vervolgens opgegeten door muizen in zijn toren op het Goplo-meer.
De enige vermelding van Siemowit, samen met zijn zoon Lestko en kleinzoon Siemomysł, komt voor in de middeleeuwse kroniek van Gallus Anonymus.
Siemowits achterkleinzoon Mieszko I van de Piasten wordt beschouwd als de eerste heerser van Polen die gedoopt werd, hoewel er bewijs van arianistische christenen die dateren van vóór zijn heerschappij, werd gevonden in Zuid-Polen.
Siemowit · Lestko · Siemomysł · Mieszko I · Bolesław I · Mieszko II Lambert · Bezprym · Mieszko II Lambert · Casimir I · Bolesław II · Wladislaus I Herman · Zbigniew · Bolesław III · Wladislaus II · Bolesław IV · Mieszko III · Casimir II · Leszek I · Wladislaus III · Mieszko IV · Koenraad · Hendrik I · Hendrik II · Koenraad · Bolesław V · Leszek II · Hendrik IV · Przemysł II · Wenceslaus II · Wenceslaus III · Wladislaus I · Casimir III · Lodewijk · Hedwig · Wladislaus II Jagiello · Wladislaus III · Casimir IV · Jan I Albrecht · Alexander · Sigismund I · Sigismund II August I · Hendrik · Anna · Stefanus Báthory · Sigismund III · Wladislaus IV · Jan II Casimir · Michaël Korybut Wiśniowiecki · Jan III Sobieski · August II · Stanislaus I Leszczyński · August II · Stanislaus I Leszczyński · August III · Stanislaus II August Poniatowski